# Associazione Sportiva Pizzighettone
L'Associazione Sportiva Pizzighettone, meglio nota come Pizzighettone, è stata una società calcistica italiana con sede nella città di Pizzighettone, in provincia di Cremona.
La squadra fu fondata nel 1965 e sciolta nel 2012 mediante cambio di denominazione in Unione Sportiva Pergolettese 1932 e trasferimento nella città di Crema.
Il club vantava quale maggior successo la propria partecipazione a due campionati consecutivi di Serie C1, terzo livello professionistico del campionato italiano di calcio, ove conseguì il suo miglior risultato arrivando dodicesimo nella stagione 2005-2006. Inoltre assomma sei stagioni consecutive nei campionati professionistici.
I colori sociali erano il bianco e l'azzurro, il simbolo era il grifone e disputava le partite interne allo stadio Comunale di Pizzighettone.

## Storia

### Le origini e la partecipazione ai campionati U.L.I.C. (1919-1932)
Nel 1919 venne fondata l'Unione Sportiva Pizzighettone che si affiliò al comitato U.L.I.C. di Cremona nel 1928 dove divenne subito Campionato Cremasco di Seconda Categoria. Rimase in Prima Categoria U.L.I.C. Cremonese fino al 1932.

### L'affiliazione alla FIGC (1932-1945)
Nel 1932 si affiliò alla FIGC e venne ammesso in Terza Categoria lombarda. Nel 1933 la squadra rimase inattiva per motivi contingenti e per la Guerra d'Etiopia e si ricostituì nel 1940.
Si iscrisse perciò al Direttorio Sezione Propaganda di Cremona ma le sue attività vennero interrotte per lo scoppio della Seconda guerra mondiale e ripresero nel 1945 quando si iscrisse al campionato U.L.I.C. della Sezione Propaganda di Cremona sotto la nuova denominazione di U.S. Pizzighettonese. alla FIGC (1947-1999)

### Il dopoguerra e la riaffiliazione alla FIGC
Nel 1947 si affiliò di nuovo alla F.I.G.C. e ripartì dalla Prima Divisione. Nel 1952 venne promosso in Promozione Lombarda ma nel 1957 rinunciò a partecipare al suddetto campionato.
Nello stesso anno a Pizzighettone nacque l'Unione Sportiva Regonese che rappresentava la frazione di Regona, la formazione si iscrisse al campionato lombardo di Terza Categoria cremonese e in seguito giocò il derby con il Pizzighettone.
Nel 1965 venne rifondata la squadra sotto il nome di A.S. Pizzighettone, poco dopo raggiunse la Seconda Categoria e nel 1971 ebbe accesso alla Prima Categoria e dopo 2 anni arrivò in Promozione da dove retrocesse nella stagione 1974-1975.
Dopo molte stagioni in Prima Categoria nel 1988-1989 riconquistò la promozione in Promozione e nel 1990-1991 venne ammesso nella nuova Eccellenza Lombarda.
Nel 1995 dopo un ottimo secondo posto perse i play-off nazionali contro il Montichiari ma venne ripescato nel Campionato Nazionale Dilettanti dal quale retrocesse la stagione successiva.
I biancoazzurri nella stagione di Eccellenza 1998-1999 si piazzarono al 1º posto in classifica e tornarono nel massimo livello di calcio dilettantistico.

### La Serie D e il professionismo (1999-2009)
Il Pizzighettone dopo 4 stagioni in Serie D, nel 2003, per la prima volta è stato promosso in Serie C2, vincendo il proprio girone sotto la guida dell'allenatore Roberto Venturato.
Nel primo anno di Serie C2 il Pizzighettone si classificò al 5º posto raggiungendo i play-off poi persi contro la Cremonese in semifinale. Nel 2004-2005 arrivò la promozione in Serie C1, grazie alle vittorie nei play-off (in semifinale 1-0 e 0-0 contro il Sassuolo e in finale 2-0 e 2-2 contro la Valenzana) dopo essersi classificata seconda.
Nella stagione 2005-2006, la prima del Pizzighettone in Serie C1, raggiunse la salvezza evitando i play-out e classificandosi al 12º posto, centrando così il suo record.
Nella stagione 2006-2007 la squadra ha chiuso la stagione regolare al terz'ultimo posto, accedendo ai play-out salvezza nei quali la squadra lombarda è stata eliminata con un doppio pareggio dalla Sangiovannese, retrocedendo così in Serie C2.
Nella stagione 2007-2008 retrocede in Serie D direttamente, poi il 14 agosto viene ufficializzato il ripescaggio dei cremonesi nella nuova Lega Pro Seconda Divisione (ex Serie C2) che dunque restano in quarta serie.
Nella stagione 2008-2009, ad una giornata dal termine, i lombardi sono aritmeticamente retrocessi in Serie D.

### Il ritorno fra i dilettanti (2009-2012)
Per la stagione 2009-2010, la società ha optato per un deciso rinnovamento dei piani dirigenziali, con il ritorno di Cesare Fogliazza come direttore generale (in precedenza vice presidente della Cremonese) e con la carica di presidente assegnata al giovane imprenditore Andrea Micheli, di 26 anni. Due stagioni dopo i biancoazzurri arrivano al 4º posto ma perdono la semifinale play-off contro l'Olginatese.

### Il trasferimento a Crema (2012)
Nella stagione 2012-2013 cambia il proprio nome in Unione Sportiva Pergolettese 1932 e si trasferisce nella vicina Crema, andando a sostituire il vuoto cittadino lasciato dal Pergocrema che nel frattempo era fallito. A partire da questa data si conclude la storia del Pizzighettone.

### Tentativi di rifondazione (2013-)
Nell'estate 2013 grazie ad una fusione tra le squadre Formigara e Agnadellese nasce il Real Pizzighettone che parteciperà al campionato di Prima Categoria. 3 anni dopo, in seguito alla retrocessione in Seconda Categoria, la società non si iscrive al campionato.
L'eredita sportiva passa dunque alla neonata A.S.D. Pizzighettone che al primo anno di attività conquista immediatamente la promozione in Seconda Categoria. Dopo aver concluso la stagione al 13º posto la società rinuncia ad iscriversi al campionato successivo venendo sciolta.
La città rimane pertanto rappresentata dall'Unione Sportiva San Luigi Pizzighettone.

## Colori e simboli

### Colori
I colori sociali erano il bianco e il celeste che sono presenti sullo stemma comunale.

### Simboli ufficiali

#### Stemma
Lo stemma del Pizzighettone nelle sue varie forme ha sempre rappresentato il Grifone, simbolo della squadra e presente anche sullo stemma cittadino.

## Strutture

### Stadio
Il Pizzighettone disputava le partite casalinghe allo Stadio Comunale di Pizzighettone, principale impianto sportivo della città, capace di contenere 2500 persone. Tale impianto è stato ristrutturato negli anni 2000 per permettere lo svolgimento delle partite dei biancoazzurri ai campionati di Serie C2 e C1. L'impianto è costituito da una tribuna centrale coperta e da un'altra laterale, entrambe sono dedicate ai tifosi locali, e da un'altra tribuna scoperta dedicata ai tifosi ospiti alle spalle del campo. 
La squadra biancazzurra ha utilizzato in via eccezionale lo stadio Giovanni Zini di Cremona per la partita contro il Genoa, a causa della massiccia presenza di oltre 4000 tifosi genoani, che non potevano trovare spazio al Comunale.

### Centro di allenamento
Il Pizzighettone si allenava allo stadio Comunale.

## Società

### Sponsor
| Cronologia degli sponsor tecnici - ?-2012 Erreà | Cronologia degli sponsor ufficiali - ?-2012 Euro-Trade |

## Allenatori e presidenti
| Allenatori - 1965-1988 ... - 1988-1989 Franco Cistriani - 1989-1992 Walter Calendazzi - 1992-1996 Alan Saldini - 1996-2002 Marino Bracchi - 2002-2003 Marino Bracchi Roberto Venturato - 2003-2007 Roberto Venturato - 2007-2008 Francesco Zanoncelli Adriano Cadregari - 2008-2009 Settimio Lucci Massimo Storgato - 2009-2010 Massimo Storgato - 2010-2012 Paolo Bertani | Presidenti - 1965-199? ... - 199?-2009 Gerolamo Bernocchi - 2009-2012 Andrea Micheli |

## Palmarès

### Competizioni interregionali
- Serie D: 1

2002-2003 (girone A)

### Competizioni regionali
- Eccellenza: 1

1998-1999 (girone C)
- Prima Categoria: 2

1972-1973 (girone F), 1988-1989 (girone L)
- Seconda Categoria: 1

1970-1971 (girone H)

### Altri piazzamenti
- Serie C2:

Secondo posto: 2004-2005 (girone A)
- Eccellenza:

Secondo posto: 1994-1995 (girone C), 1996-1997 (girone B)
- Promozione:

Terzo posto: 1989-1990 (girone D)
- Prima Categoria:

Secondo posto: 1975-1976 (girone F), 1987-1988 (girone L)
- Terza Categoria:

Secondo posto: 1965-1966

## Statistiche e record

### Partecipazione ai campionati

#### Campionati nazionali
| Livello | Categoria                  | Partecipazioni | Debutto   | Ultima stagione | Totale |
| ------- | -------------------------- | -------------- | --------- | --------------- | ------ |
| 3º      | Serie C1                   | 2              | 2005-2006 | 2006-2007       | 2      |
| 4º      | Serie C2                   | 3              | 2003-2004 | 2007-2008       | 4      |
| 4º      | Lega Pro Seconda Divisione | 1              | 2008-2009 | 2008-2009       | 4      |
| 5º      | Serie D                    | 7              | 1999-2000 | 2011-2012       | 8      |
| 5º      | C.N.D.                     | 1              | 1995-1996 | 1995-1996       | 8      |

Il Pizzighettone ha preso parte in totale a 14 stagioni dei campionati nazionali organizzati dalla FIGC.

#### Campionati regionali
| Livello | Categoria         | Partecipazioni | Debutto   | Ultima stagione | Totale |
| ------- | ----------------- | -------------- | --------- | --------------- | ------ |
| I       | Eccellenza        | 7              | 1991-1992 | 1998-1999       | 9      |
| I       | Promozione        | 2              | 1989-1990 | 1990-1991       | 9      |
| II      | Prima Categoria   | 16             | 1971-1972 | 1988-1989       | 18     |
| II      | Seconda Categoria | 2              | 1966-1967 | 1967-1968       | 18     |

Il Pizzighettone ha partecipato complessivamente a 27 campionati regionali.

#### Campionati provinciali
| Livello | Categoria       | Partecipazioni | Debutto   | Ultima stagione | Totale |
| ------- | --------------- | -------------- | --------- | --------------- | ------ |
| I       | Terza Categoria | 1              | 1965-1966 | 1965-1966       | 1      |

Il Pizzighettone ha partecipato complessivamente a 1 campionati provinciali.

### Partecipazione alle coppe
| Competizione          | Partecipazioni | Debutto   | Ultima stagione | Totale |
| --------------------- | -------------- | --------- | --------------- | ------ |
| Coppa Italia          | 1              | 2005-2006 | 2005-2006       | 1      |
| Coppa Italia Serie C  | 5              | 2003-2004 | 2007-2008       | 6      |
| Coppa Italia Lega Pro | 1              | 2008-2009 | 2008-2009       | 6      |
| Coppa Italia Serie D  | 7              | 1999-2000 | 2011-2012       | 7      |
| Poule Scudetto        | 1              | 2002-2003 | 2002-2003       | 1      |

## Tifoseria

### Storia
Il Pizzighettone aveva un seguito di tifosi ridotto e localizzato sul comune d'appartenenza, considerando che la squadra nella sua storia ha militato prevalentemente nei campionati dilettantistici e che in zona erano già presenti squadre che avevano partecipato ai campionati professionistici. 
Allo stadio, che aveva 2500 posti, si raggiungevano in media le 400 presenze. Il record di presenze ci fu nel campionato di Serie C1 2005-2006, nella partita Pizzighettone - Genoa, dove si raggiunsero i 4000 spettatori grazie alla presenza di moltissimi tifosi genoani. 
A livello di ultras, la squadra biancoazzurra aveva due principali gruppi che erano gli Ultras Pice e l'Onda d’Urto, entrambi costituitisi nel 2003, dopo la promozione della squadra tra i professionisti. Essi si disponevano nella tribuna laterale del Comunale.

### Gemellaggi e rivalità
Il Pizzighettone non aveva particolari gemellaggi e rivalità con altre squadre.